# SunStroke Project
SunStroke Project — молдовський музичний гурт.
Брав участь у відбірковому турі для участі в конкурсі Євробачення 2009, проте того року перше місце виборола Неллі Чобану. На пісенному конкурсі Євробачення 2010 в Осло разом зі співачкою Олею Тіра представляв Молдову із піснею «Run Away».
Представляти Молдову на Євробаченні 2017 у Києві, де за підсумками голосування посіли 3 місце.

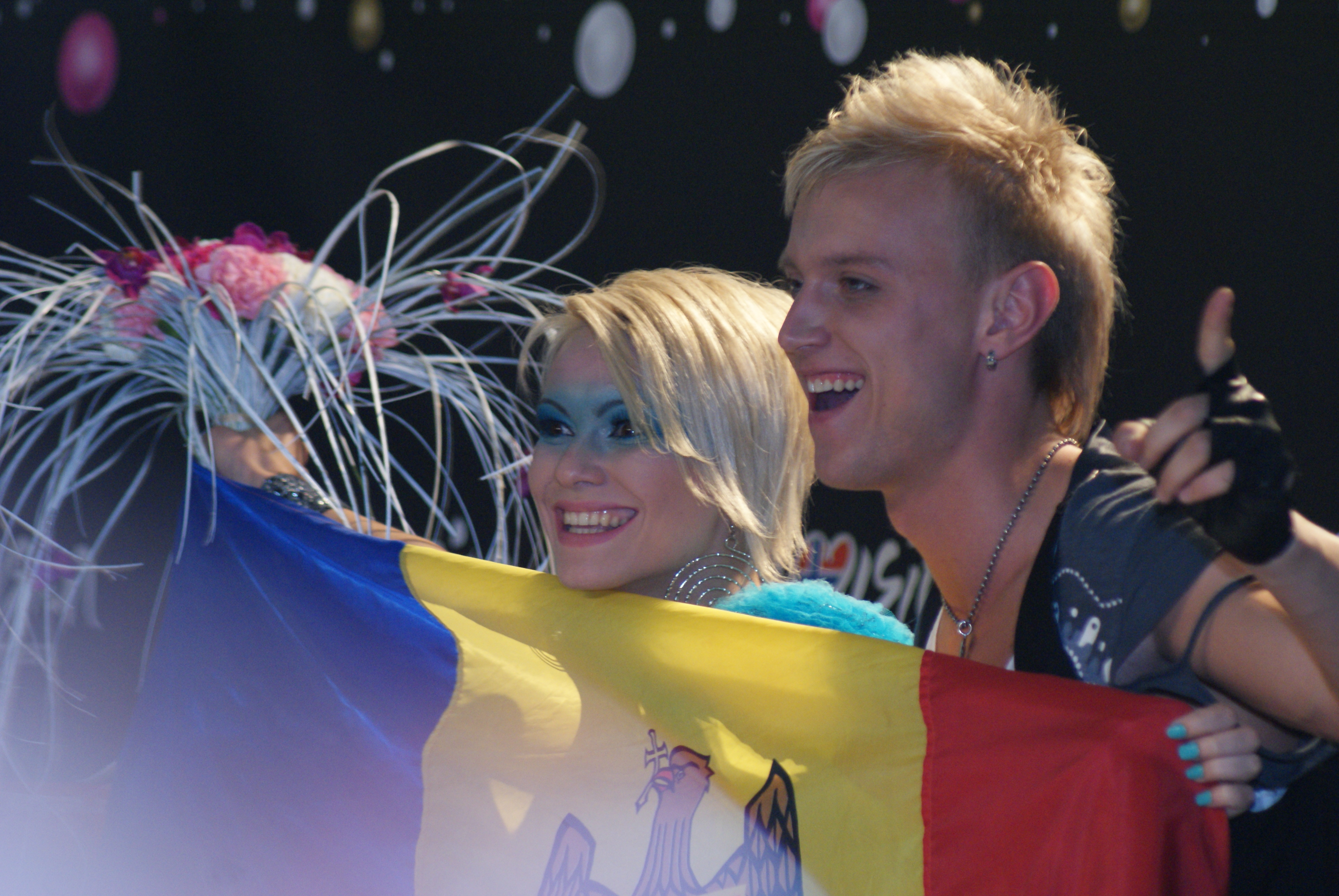
Оля Тіра і Сергій Яловицький у 2010 році

## Склад гурту
- Олексій Мислицький (MC Мислік) — голос + МС
- Антон Рагоз — скрипка
- Сергій Степанов — саксофон
- Сергій Яловіцкій — вокал

## Дискографія

### Студійні альбоми
| Назва             | Деталі                                                                 |
| ----------------- | ---------------------------------------------------------------------- |
| Don't Word More.. | - Реліз: 2007 - Лейбл: Ragoza Music - Формат: CD, цифрове завантаження |

### Мініальбоми
| Назва                            | Деталі                                                                            |
| -------------------------------- | --------------------------------------------------------------------------------- |
| Don't Touch the Classics, Vol. 1 | - Реліз: 4 December 2015 - Лейбл: Ragoza Music - Формат: CD, цифрове завантаження |
| Don't Touch the Classics, Vol. 2 | - Реліз: 11 грудня 2015 - Лейбл: Ragoza Music - Формат: CD, цифрове завантаження  |

### Сингли

#### Як головний виконавець
| «No Crime»                                                                       | 2009 | —  | —  | —  | —  | —  | — | —   | —  | —  | —  | Сингл без альбому                |
| «In Your Eyes»                                                                   | 2009 | —  | —  | —  | —  | —  | — | —   | —  | —  | —  | Don't Touch the Classics, Vol. 1 |
| «Summer»                                                                         | 2009 | —  | —  | —  | —  | —  | — | —   | —  | —  | —  | Don't Touch the Classics, Vol. 2 |
| «Run Away» (з Оля Тіра)                                                          | 2010 | —  | —  | —  | —  | —  | 7 | —   | —  | 31 | —  | Сингл без альбому                |
| «Play with Me»                                                                   | 2010 | —  | —  | —  | —  | —  | — | —   | —  | —  | —  | Don't Touch the Classics, Vol. 2 |
| «Walking in the Rain»                                                            | 2011 | —  | —  | —  | —  | —  | — | —   | —  | —  | —  | Сингли поза альбомом             |
| «Superman» (feat. Оля Тіра)                                                      | 2012 | —  | —  | —  | —  | —  | — | —   | —  | —  | —  | Сингли поза альбомом             |
| «Amor»                                                                           | 2014 | —  | —  | —  | —  | —  | — | 177 | —  | —  | —  | Сингли поза альбомом             |
| «Sunshine» (feat. Deepcentral)                                                   | 2014 | —  | —  | —  | —  | —  | — | —   | —  | —  | —  | Сингли поза альбомом             |
| «Not Giving It Up»                                                               | 2015 | —  | —  | —  | —  | —  | — | —   | —  | —  | —  | Сингли поза альбомом             |
| «Lonely»                                                                         | 2016 | —  | —  | —  | —  | —  | — | —   | —  | —  | —  | Сингли поза альбомом             |
| «Home»                                                                           | 2016 | —  | —  | —  | —  | —  | — | —   | —  | —  | —  | Сингли поза альбомом             |
| «Maria Juana»                                                                    | 2016 | —  | —  | —  | —  | —  | — | —   | —  | —  | —  | Сингли поза альбомом             |
| «Dam Dam Dam»                                                                    | 2016 | —  | —  | —  | —  | —  | — | —   | —  | —  | —  | Сингли поза альбомом             |
| «Hey, Mamma!»                                                                    | 2017 | 27 | 49 | 56 | 52 | 70 | — | —   | 89 | 18 | 55 | Сингли поза альбомом             |
| «Sun Gets Down»                                                                  | 2017 | —  | —  | —  | —  | —  | — | —   | —  | —  | —  | Сингли поза альбомом             |
| «I Want You» (feat. Broono)                                                      | 2018 | —  | —  | —  | —  | —  | — | —   | —  | —  | —  | Сингли поза альбомом             |
| «Amor»                                                                           | 2018 | —  | —  | —  | —  | —  | — | —   | —  | —  | —  | Сингли поза альбомом             |
| «Boomerang»                                                                      | 2019 | —  | —  | —  | —  | —  | — | —   | —  | —  | —  | Сингли поза альбомом             |
| «Mango»                                                                          | 2019 | —  | —  | —  | —  | —  | — | —   | —  | —  | —  | Сингли поза альбомом             |
| «D.F.M.M.»                                                                       | 2019 | —  | —  | —  | —  | —  | — | —   | —  | —  | —  | Сингли поза альбомом             |
| «Posomakha»                                                                      | 2019 | —  | —  | —  | —  | —  | — | —   | —  | —  | —  | Сингли поза альбомом             |
| «Pepperoni»                                                                      | 2020 | —  | —  | —  | —  | —  | — | —   | —  | —  | —  | Сингли поза альбомом             |
| «Rasstrelyay Lyubovyu»                                                           | 2020 | —  | —  | —  | —  | —  | — | —   | —  | —  | —  | Сингли поза альбомом             |
| «Shake It» (featuring Fox Banger)                                                | 2020 | —  | —  | —  | —  | —  | — | —   | —  | —  | —  | Сингли поза альбомом             |
| «Beloe»                                                                          | 2021 | —  | —  | —  | —  | —  | — | —   | —  | —  | —  | Сингли поза альбомом             |
| «Cosa Nostra»                                                                    | 2021 | —  | —  | —  | —  | —  | — | —   | —  | —  | —  | Сингли поза альбомом             |
| «Netflix & Chill»                                                                | 2021 | —  | —  | —  | —  | —  | — | —   | —  | —  | —  | Сингли поза альбомом             |
| «Champagne»                                                                      | 2022 | —  | —  | —  | —  | —  | — | —   | —  | —  | —  | Сингли поза альбомом             |
| «Yummy Mommy»                                                                    | 2022 | —  | —  | —  | —  | —  | — | —   | —  | —  | —  | Сингли поза альбомом             |
| «—» релізи, що не потрапили у чарти або не були випущені у відповідних регіонах. |      |    |    |    |    |    |   |     |    |    |    |                                  |

#### Як запрошений виконавець
| Назва                                                    | Рік  | Альбом               |
| -------------------------------------------------------- | ---- | -------------------- |
| «Bad Girls» (Оля Тіра feat. Sunstroke Project)           | 2011 | Сингли поза альбомом |
| «Go On» (Jucătoru feat. Sunstroke Project)               | 2013 | Сингли поза альбомом |
| «Razorvu mechty» (Mila Kulikova feat. Sunstroke Project) | 2014 | Сингли поза альбомом |
| «Tocame» (Timebelle feat. Sunstroke Project)             | 2018 | Сингли поза альбомом |

#### Промо-сингли
| «Spit»                                                                           | 2007 | Сингли поза альбомом             |
| «Rain»                                                                           | 2007 | Сингли поза альбомом             |
| «Skream»                                                                         | 2007 | Сингли поза альбомом             |
| «Believe»                                                                        | 2010 | Don't Touch the Classics, Vol. 1 |
| «Sax U Up»                                                                       | 2010 | Don't Touch the Classics, Vol. 2 |
| «Epic Sax»                                                                       | 2010 | Don't Touch the Classics, Vol. 1 |
| «Scream»                                                                         | 2010 | Don't Touch the Classics, Vol. 1 |
| «Listen»                                                                         | 2010 | Don't Touch the Classics, Vol. 2 |
| «Sunshine Day»                                                                   | 2011 | Сингл без альбому                |
| «Set My Soul On»                                                                 | 2012 | Don't Touch the Classics, Vol. 1 |
| «Party»                                                                          | 2013 | Don't Touch the Classics, Vol. 2 |
| «Ce bine imi pare» (feat. Alex Calancea Band)                                    | 2013 | rowspan="2" Сингл без альбому    |
| «Look At Me» (feat. Оля Тіра)                                                    | 2016 |                                  |
| «—» релізи, що не потрапили у чарти або не були випущені у відповідних регіонах. |      |                                  |

### Кавери
| Назва                             | Рік  |
| --------------------------------- | ---- |
| «Rise Up»(Yves Larock cover)      | 2010 |
| «Desire» (Michael Canitrot cover) | 2010 |